# Caïdat de Rhoujdama
Le caïdat de Rhoujdama est une ancienne circonscription administrative marocaine qui se trouvait au sein du cercle d'Aït Ourir, dans la préfecture de Marrakech.

## Communes
Le caïdat de Rhoujdama comptait quatre communes avant sa disparition : Abadou, Had Zerkten, Tazart et Touama.
| Année | Nb. Commune | Liste Commune                       |
| 1973  | 4           | Abadou, Had Zerkten, Tazart, Touama |
| 1983  | 4           | Abadou, Had Zerkten, Tazart, Touama |

## Historique
Le caïdat de Rhoujdama, créé en 1973, fait partie des 355 premiers caïdats qui ont été formés lors de l'apparition des caïdats au Maroc. Le caïdat se trouvait dans le cercle d'Aït Ourir, relevant de la province de Marrakech. Il comptait à sa création 4 communes.
En 1982, le caïdat était peuplé de 63 348 habitants, avant d'être supprimer et remplacer par les caïdats d'Abadou et de Touama, composés chacun de deux communes.

## Démographie
D'après le seul recensement datant d'après la création du caïdat et d'avant sa disparition de 1982, le caïdat de Rhoujdama était peuplé de 63 648 habitants.
| Année | Population totale | Ménages | Nb. Commune |
| ----- | ----------------- | ------- | ----------- |
| 1982  | 63 348            | 9 388   | 4           |